# Mikuru Asahina
Mikuru Asahina (jap. 朝比奈 みくる, Asahina Mikuru) ist eine von Nagaru Tanigawa erdachte und von Noizi Ito gezeichnete Figur. Sie wurde international bekannt als eine der Hauptfiguren der Light-Novel-Reihe Suzumiya Haruhi no Yūutsu, der gleichnamigen Manga-Reihe, der Anime-Fernsehserie Die Melancholie der Haruhi Suzumiya sowie durch mehrere Singles, die mehrere Rekorde aufstellten.

## Entstehung
Ihren ersten Auftritt hatte Mikuru in der Light Novel Suzumiya Haruhi no Yūutsu, die am 6. Juni 2003 erschien. Ihre äußere Erscheinung wurde vom Illustrator der Light Novel Noizi Ito entworfen. Als die Buchreihe von Kyōto Animation im Jahr 2006 als Anime-Fernsehserie adaptiert wurde, entwickelte sich ihre Erscheinung unter dem Einfluss von Shoko Ikeda weiter. Dabei wurden jedoch nur einzelne Details und die Körperproportionen leicht verändert.

## Rolle und Persönlichkeit
Infolge der Präsenz von Haruhi Suzumiya, wurde drei Jahre vor Beginn der Haupthandlung das Zeitgefüge gestört, was es Zeitreisenden aus der Zukunft unmöglich machte weiter als bis zu diesem Zeitpunkt zurück in der Zeit zu reisen. Aus diesem Grund wurde die noch junge Mikuru (ihr Name kann in Kanji auch als 未来 geschrieben werden und bedeutet „Zukunft“) in die Vergangenheit geschickt, wo sie die Ursachen dieser Störung aufklären soll. Sie selbst sitzt dadurch in der Vergangenheit fest.
In der Gegenwart wird Mikuru als extrem niedliches Mädchen mit kindlicher Naivität dargestellt, welche über keine besonderen Fähigkeiten verfügt und auch sportlich vollkommen unbegabt ist. Von Haruhi wird sie als „Loli de Kyonyū“ (dt. „Lolita [d.h. sehr jung aussehendes Mädchen] mit Riesenbrüsten“) beschrieben, dessen tollpatschige Art ihr oktroyiert wird. Da sie nur hilflos und nicht selbst für ihre Missgeschicke verantwortlich ist, wird sie dem Typus einer Dojikko nicht gerecht.
Ihre beste Freundin ist ihre Klassenkameradin Tsuruya, mit der sie zusammen im The Acorn als Bedienung arbeitet. Aufgrund ihrer Attraktivität und Anziehungskraft auf männliche Mitschüler, wird sie von Haruhi „inhaftiert“ und der SOS-Brigade überführt. Als viertes Mitglied des Clubs wird sie von Haruhi immer wieder für Werbeaktionen missbraucht, bei denen sie in sexuell aufreizende Kostüme gesteckt wird, die sie gegen ihren eigenen Willen trägt. Ihre scheue und schüchterne Persönlichkeit ist ihr dabei keine Hilfe, da einzig Kyon um ihren Gemütszustand besorgt ist, jedoch nichts gegen die Eskapaden unternehmen kann. Dennoch baut Mikuru ein enges Verhältnis zu dem um sie besorgten Kyon auf, bewahrt aber einen gewissen Abstand, um Haruhi, die in Kyon verliebt sein könnte, nicht zu provozieren. Ebenfalls in Sorge um die Zukunft gibt sie keinerlei Informationen über zukünftige Ereignisse bekannt, um den Lauf der Zeit nicht zusätzlich zu verändern.

## Mikurus älteres Ich
Zeitweise existiert aufgrund der verschiedenen Zeitreisen bereits eine etwas ältere Mikuru zur gleichen Zeit. Wie ihr jüngeres Ich, gibt auch sie nicht viele Informationen über die Zusammenhänge und die Zukunft preis. Zudem hat sie die Auflage, dass sie sich selbst nicht über den Weg laufen darf, analog zu den Figuren aus Zurück in die Zukunft. Dennoch ergeben sich daraus kleinere Paradoxa. So erzählte ihr älteres Ich Kyon von einem kleinen Muttermal in Form eines Sterns auf ihrer Brust, das sie selbst nie bemerkt hatte, bis er ihr jüngeres Ich danach befragte, um festzustellen ob es sich wirklich um dieselbe Person handelt.
In der Light Novel werden beide Charaktere von Kyon nur als Asahina-san angesprochen, dabei aber durch unterschiedliche Schreibweisen ihres Namens unterschieden. Ihre Namen wurde jeweils mit einem „groß“ (大) oder „klein“ (小) ergänzt, entsprechend dem älteren und jüngeren Ich.

## Synchronsprecher
In der japanischen Originalfassung wurde Mikuru von der Seiyū Yūko Gotō gespielt, die dafür bekannt ist unschuldige Moe-Charaktere zu spielen. Sie selbst äußerte in einem Interview, das sie in Mikuru mehr als einen typischen Moe-Charakter sah. Aus diesem Grund wollte sie Mikuru als eine Person aus der Zukunft mit einer Mission darstellen, die zwar unbeholfen ist, jedoch mit etwas Intelligenz und Methodik vorgehe.
In der deutschen Fassung wurde ihre Rolle von Kathrin Neusser synchronisiert.

## Erfolg in den japanischen Single-Charts
→ Siehe auch: Liste der Musikveröffentlichungen aus Suzumiya Haruhi no Yūutsu
Mikuru Asahina war mit drei Singles in den japanischen Charts vertreten. Die Single Suzumiya Haruhi no Tsumeawase, bei der sie zusammen Haruhi Suzumiya als Interpretin genannt wird, wurde zur erfolgreichsten Seiyū-Single aller Zeiten. Diese befand sich mehr als zwei Jahre in den Charts und erreichte den 5. Platz. Fast genauso erfolgreich war die Single Hare Hare Yukai, zusammen mit Haruhi Suzumiya und Yuki Nagato, die sich 86 Wochen in den Charts hielt und ebenfalls den 5. Platz erreichte. Die Character-Single The Melancholy of Haruhi Suzumiya Character Song Vol. 3 Mikuru Asahina erreichte den 14. Platz.